# Пірсинг соска

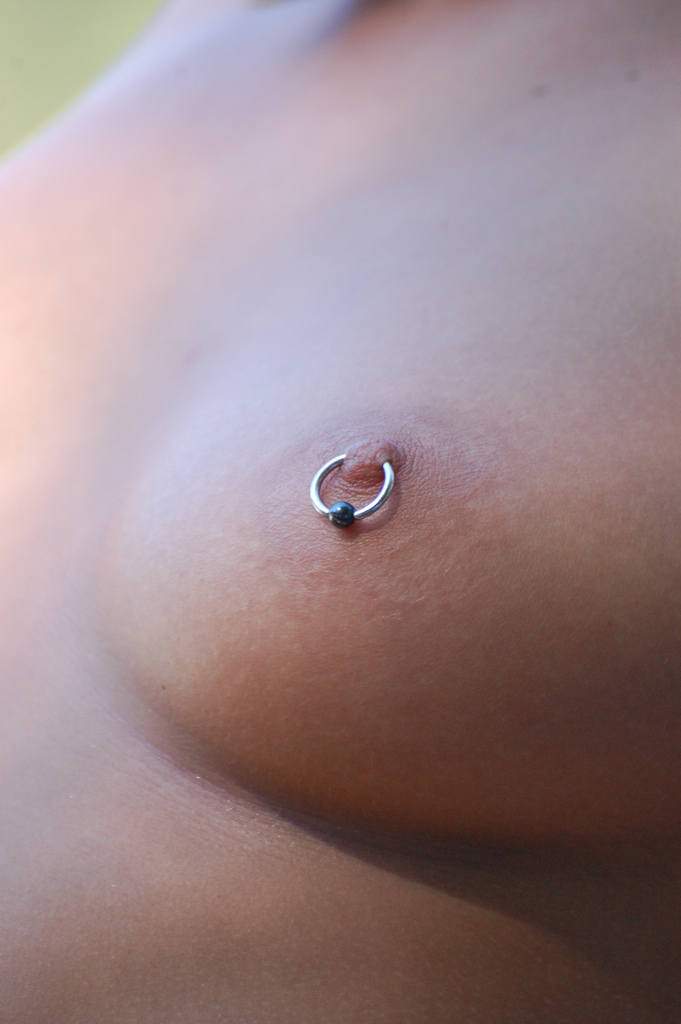
Пірсинг соска

Пірсинг соска — вид пірсингу. Прокол роблять під будь-яким кутом, але зазвичай це робиться у горизонтальному або, рідше, у вертикальному положенні. Пірсинг сосків заживає в середньому 3-6 тижнів і за широко розповсюдженим повір'ям робить нервові закінчення у цій ділянці значно чутливішими. Сам по собі пірсинг сосків ніяк не впливає на лактацію, проте майбутній годуючій матері слід проконсультуватися з пірсером стосовно місця проколу, а після того, як прокол зроблено, перевіритись у лікаря. Для осіб, які займаються травматичними видами спорту або ділянка соска знаходиться в постійному контакті з зовнішнім середовищем з інших причин, бажане нанесення пластиру на сосок на час, коли імовірність ушкодження зростає.

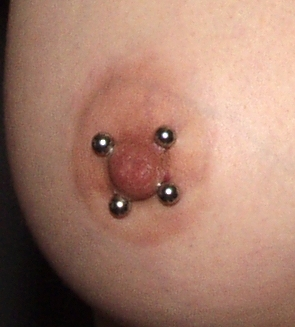
Подвійний пірсинг соска
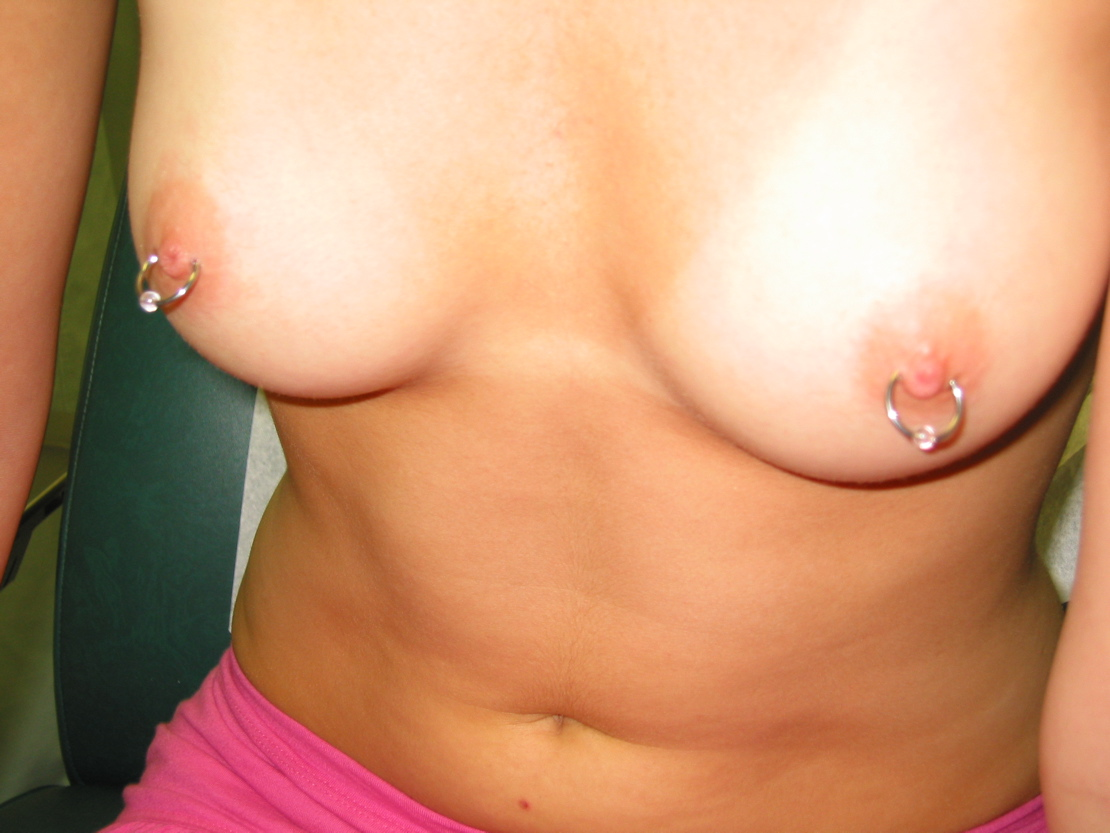
Пірсинг сосків